# Стефан (Левинський)
Сте́фан Леви́нський гербу Леварт (пол. Stefan Lewiński herbu Lewart; 19 грудня 1736, Драгомирчани — 23 січня 1806) — єпископ Української греко-католицької церкви; з 26 червня 1797 року — єпископ Луцький і Острозький.

## Життєпис
Народився 19 грудня 1736 р. в с. Дрогомирчани (тепер Драгомирчани, Івано-Франківська область). Навчався у Львівській колегії отців єзуїтів упродовж 1757–1763 років.
Від бл. 1775 р. був секретарем Кабінету короля і Постійної Ради. 17 серпня 1784 року призначений єпископом-помічником унійного митрополита Київського, Галицького і всієї Руси Ясона Смогожевського й титулярним єпископом Тегеї. 3 грудня 1787 польський король надіслав пропозицію папі поставити єпископа Стефана Левинського, який на той час був єпископом-помічником Києва (1784–1791), коад'ютором єпископа Михайла Стадницького та адміністратором Луцької єпархії. Король просив, щоб прийняття монашого постригу не було обов'язковим, хоча чин василіян сильно на цьому наполягав. Папа дав дозвіл 9 грудня 1787 року (польські джерела подають дату номінації на єпископа-коад'ютора та адміністратора Луцько-Острозької дієцезії 13 лютого 1787 року, підтвердження (преконізацію) від папи на уряд коад'ютора отримав 22 січня 1788 року, а на ординарія луцького — 19 листопада 1798 року). 26 червня 1797 року призначений єпископом Луцьким і Острозьким. 
В 1791 році відзначений Орденом Святого Станіслава.